# 尹敏
尹敏（?—?），字幼季。南阳郡堵阳县（今河南省方城县东）人。东汉古文经学家、史学家，反谶纬神学的思想家。
尹敏少为诸生。小时候学习今文《欧阳尚书》，後學《古文尚書》，兼习《毛诗》、《春秋谷梁传》和《春秋左氏传》。为精通今古文经学之大师。
建武二年（26年），受阴阳灾异说的影响，向汉光武帝上疏陈言《洪范》消灾之术。当时汉光武帝忙于平定四方，没有关心这件事，命尹敏待诏公车，任郎中，辟大司空府。
因为尹敏博通经记，光武帝命他校定图谶，光武帝曾借助图谶神学，为夺得皇位制造舆论。称帝后，便企图修改不利于己的图谶，便下令尹敏删去崔发为王莽著录的图谶目录。尹敏回答：“谶书非圣人所作，其中很多浅俗别字，很像世俗言辞，恐怕贻误后人。”光武帝不采纳。尹敏在图谶空缺处写上“君无口，为汉辅。”光武帝见到后很奇怪，召问尹敏缘故。尹敏回答：“臣见前人增损图书，敢不自量力，窃幸只是万分之一。”光武帝很不赞同，虽不加罪，亦不擢升尹敏的官职。
尹敏与班彪至交，每次相遇，都是聊起来白天忘了吃饭，晚上忘了睡觉，自以为鍾期、伯牙，庄周、惠施一样投缘。
后三次转任官至长陵令。班彪的儿子班固为兰台令史，与前睢阳令陈宗、长陵令尹敏、司隶从事孟異，共写成《世祖本纪》。永平五年（62年），汉明帝下诏捉拿男子周虑。周虑平素有名，与尹敏交好，尹敏被牵连下狱免官。出狱后，叹道：“糊涂人真是世上有道之人。为什么明白人要受这样的劫难？”永平十一年（68年），官至郎中，转任谏议大夫。在家中去世。严可均《全后汉文》卷二十七，辑有尹敏遗文。

## 延伸阅读
[在维基数据编辑]
 《後漢書/卷79上》，出自范晔《後漢書》
 《東觀漢記》